# Магушинець Іван Іванович
Іва́н Іва́нович Магу́шинець (нар. 15 червня 1946, с. Либохора, Сколівський район, Львівська область) — український філолог, романіст, професор кафедри іспано-італійської філології Інституту філології Київського університету імені Тараса Шевченка. Кандидат філологічних наук з 1975 р. Володіє більшістью романських мов, а також німецькою, англійською, класичною та середньовічною латиною.

## Біографія
Іван Іванович Магушинець народився 15 червня 1946 року в селі Либохора на Львівщині.
У 1969 році закінчив факультет романо-германської філології Київського університету одразу з двох спеціальностей «німецька філологія» та «французька філологія». З цього ж року працює в університеті як референт відділу міжнародних зв'язків, викладач, старший викладач, доцент кафедри романської філології. Був заступником декана факультету романо-германської філології, начальником Управління міжнародних зв'язків (1984-86 рр.). Захистив кандидатську дисертацію на тему «Становлення та розвиток інхоативних конструкцій в іспанській мові» (1975 р.).
Обіймає посаду професора кафедри іспано-італійської філології Інституту філології Київського університету імені Тараса Шевченка.
Має 10 грамот та відзнак ректора університету.

## Наукова діяльність
Наукові інтереси Магушинця пов'язані з порівняльно-історичними дослідженнями романських мов та дидактикою іноземних мов, зокрема одноразовим паралельним вивченням кількох мов. Під його керівництвом захищено 12 кандидатських дисертацій.

## Експериментальні романські групи
Разом зі своїм колегою-філологом К. М. Тищенком стає ініціатором створення в 1985 році експериментальних романських груп (ЕРГ), організованих для дослідження низки методичних проблем викладання мов. Окрім основної іноземної мови, слухачі цих груп вивчали паралельно (доти вважалося, що таке в принципі неможливо) по 4 романські мови, наприклад, до англійської — ще французьку, італійську, іспанську, португальську. Всупереч сумнівам скептиків, десятки студентів цих груп склали державні іспити з усіх цих мов у 1989 і 1991 рр.
До речі, це були перші — і чи не єдині — відкриті іспити в університеті.
Публікації про групи ЕРГ див. у списку основних праць.

## Основні праці
- Французька мова для вступників до вузів (за спеціальністю «Французька мова»). — К.,1982;
- Аналітичне читання з італійської мови і літератури для студентів вузів. — К., 2003;
- Вступ до риторики. — К.,2003;
- Самоучитель итальянского языка. — К., 2003;
- Lettura Analitica. — К., 2004.

### Праці про експериментальні романські групи
- О комплексном изучении языков // Вестник КГУ. Ром.-герм. фил. Вып. 20. — К.: КГУ, 1986 (0,3 д.а.). Співавтор К. М. Тищенко.
- Роль интенсивного этапа в многоаспектном преподавании иностранных языков // Сб. науч. трудов МГПИИЯ. № 280. — Москва: МГПИИЯ, 1986 (0,5 д.а.). Співавтори Г. Крючков, К. М. Тищенко.
- Экспериментальная романская группа ЭРГ: освоение резервов интенсификации // Вестник КГУ. Ром.-герм. фил. Вып. 22. — К.: КГУ, 1988 (0,4 д.а.). Співавтор К. М. Тищенко.
- Программа комплексного изучения четырех романских языков. — К.: КГУ, 1988 (1,0 д.а.). Співавтор К. М. Тищенко.